# Topagoruk River
Der Topagoruk River ist ein etwa 270 km langer Zufluss der Beaufortsee im Bereich der North Slope im Norden des US-Bundesstaats Alaska.

## Flusslauf
Der Topagoruk River entspringt in einem niedrigen Höhenrücken 95 km südsüdöstlich von Atqasuk auf einer Höhe von etwa 150 m. Der Topagoruk River durchfließt die Arktische Ebene. Er fließt anfangs 50 Kilometer nach Norden. Er nimmt einen größeren namenlosen Nebenfluss rechtsseitig auf. Anschließend ändert sich das Fließverhalten des Topagoruk River. Er bildet von nun an zahlreiche enge Flussschlingen auf und behält diese Eigenschaft bis zu seiner Mündung bei. Auf den folgenden 50 Kilometern fließt er in Richtung Ostnordost. Der Topagoruk River erreicht eine von Thermokarst-Seen durchsetzte Landschaft, die bis zur Meeresküste reicht. Er wendet sich nun nach Norden. Bei Flusskilometer 134 nimmt er den Ishuktak Creek, den bedeutendsten Nebenfluss, rechtsseitig auf. Der Topagoruk River mündet schließlich in das südliche Ende der Admiralty Bay. Im Unterlauf sind zwei historische Flussläufe des Topagoruk River erkennbar, die östlich vom heutigen Flusslauf verliefen und nordöstlich der heutigen Mündung die Admiralty Bay erreichten.

## Namensgebung
Der Flussname leitet sich von dem Eskimo-Wort Tupikrorak mit der Bedeutung „Platz zum Zelten“ ab.

## Einzugsgebiet
Der Topagoruk River entwässert ein Areal von etwa 2200 km². Das Einzugsgebiet liegt in der Arktischen Ebene und befindet sich vollständig in der National Petroleum Reserve in Alaska. Das Einzugsgebiet grenzt im Osten an das des Oumalik River und im Süden an das des Titaluk River, beide Teil des Flusssystems des Ikpikpuk River, sowie im Westen an das des Meade River.